# SK Aarhus (handball)
Le SK Aarhus est un ancien club féminin de handball localisé à Aarhus au Danemark.
Il dépose le bilan en 2017 pour raisons financières. Sa licence est reprise par le nouveau club du Aarhus United.

## Anciennes joueuses
- Heidi Halvorsen
- Choi Im-jeong (2009-2010)
- Maibritt Kviesgaard (2009-2010)
- Stéphanie Moreau (2003-2004)
- Karin Mortensen (2009-2010)
- Susann Müller (2010-2011)
- Anna Sophie Okkels (-2010 et 2012-2017)
- Rikke Poulsen (2008-2012)
- Mette Tranborg (2012-2017)
- Trine Troelsen (2007-2009)